# نويرو أحمد
نويرو أحمد (مواليد 29 مارس 2002) هو لاعب كرة قدم فرنسي يلعب في مركز خط الوسط في نادي شتوتغارت.

## روابط خارجية
- نويرو أحمد على موقع قاعدة بيانات كرة القدم.إي يو (الإنجليزية)
- نويرو أحمد على موقع ليكيب (الفرنسية)
- نويرو أحمد على موقع Soccerbase.com (لاعب) (الإنجليزية)
- نويرو أحمد على موقع Soccerway.com (الإنجليزية)
- نويرو أحمد على موقع عالم كرة القدم.نت (الإنجليزية)